# Знам'янка (Березівський район)
Зна́м'янка (до 1930 — Ката́ржине, в 1930—1961 — Ста́ліне, в 1961—2016 — Червонозна́м'янка) — село Березівського району Одеської області, Україна. Адміністративний центр Знам'янської сільської громади. Засноване болгарськими та грецькими колоністами на початку ХІХ ст. Населення становить 3716 осіб.

## Історія

### За часів Російської імперії
Втікаючи з Османської імперії, залишивши напризволяще рідні домівки, болгари переселялись на південь Російської держави на відведені для них території. На землях поміщика — бригадира Іллі Пилиповича Катаржі на виділених ділянках болгари заснували колонію Катаржину. До прибуття колоністів зазначена місцевість мала назву Катаржина (Катаржієва) дача. Назва місцевості, де оселилися болгарські колоністи, походить від прізвища колишнього власника земель І. П. Катаржі.
Заселення Катаржино болгарськими колоністами відбувалося кількома етапами. Перша згадка про Катаржино датується 1804 роком. У М. С. Державіна знаходимо, що нову партію болгарських переселенців розселили по колоніях Кубанка, Паркани та Катаржино 1804 року. Ще одна згадка про поселення зустрічається трохи пізніше в архівній справі Комітету з опіки іноземних переселенців Південного краю Росії («Попечительный комитет иностранных поселенцев Южного края России» — рус.) за 1806 рік, де говориться, що восени цього року сподіваються на приїзд колоністів до колонії Катаржину. А також у 1812 році — в кореспонденціях Контори помічника Головного судді Розенкампфа, Катаржинського сільського приказу, Одеської портової карантинної контори, Голови болгарських колоній Зеле Нестерова, наглядача Парканської колонії, — про приїзд болгарських колоністів морем та розселення їх в Катаржина та Малому Буялику. На новому місці болгари в короткий час будують собі будинки і обзаводяться господарством. Вже в 1814 році було зведено кам'яну церкву, а копії метричних книг зберігаються з 1811 року. Канцелярія Одеського відділення Комітету з опіки починаючи з 1817 року була перенесена з Одеси до колонії Катаржину. Управляючим одеськими колоніями в 1816 році призначається К. К. фон Лау, і залишається ним до реорганізації.
Згідно з донесеннями Одеської контори в справах іноземних поселенців, 6 травня 1826 р. колонію відвідав проїздом Государ Імператор Микола I. Імператор доброзичливо розмовляв з почесними мешканцями поселення, що зібралися з цієї нагоди, відвідав садибу поселенця Желязка Янчева, якому через генерал-ад'ютанта Бенкендорфа передав сто карбованців.
Станом на 1886 рік в селі, центрі Катаржинської волості Тираспольського повіту Херсонської губернії, мешкало 3456 осіб, налічували 497 дворових господарств, існували православна церква, школа, земська станція, 12 лавок, 8 винних погребів, винний склад, відбувались базари по понеділках.
На початку XX століття в Катаржино для вірних діяло дві православні церкви, до парафії яких відносилось 719 дворів, і 5428 парафіян. Катаржино стає центром волості, а церква Вознесіння — Катаржинським благочинієм («Катаржинское благочиние» — рос.). В селі працюють 4 навчальних заклади: двокласне Міністерське училище (на 240 хлопчиків), церковно-парафіяльна школа (на 40 хлопчиків та 14 дівчаток), чоловіча школа на громадських засадах («Общественная мужская школа» — рос.) на 60 хлопчиків та Земська жіноча школа (на 50 дівчаток).

### За радянських часів
1920 Радянська влада вже встановлена, розпочався переділ землі. До революції родовий дворянин Малаховський, який мешкав за півверсти від Катаржино, володів цегляними та черепичними заводами, паровим млином, маслозаводом, конюшнями та землею. Все це перейшло до рук артілі. Напередодні 1924 р. в селі налічувалось 1200 дворів, було створено шість сільгоспартілей: ім. Луначарського (1921 р.), ім. Шевченка (1921 р.), ім. Зінов'єва, ім. Леніна (1921 р.), «Об'єднання» (1922 р.), «Іскра» (1924) [12]. На земельному сході, що проходив з 16 по 24 березня 1924 р., 319 осіб, які мали право голосу, постановили, що переділу підлягають 11299 десятин і 1200 кв. саженів землі. Частину землі було виділено під місцевий запасний фонд (600 десятин орної), 26 десятин — трудовим школам, 2 десятини — амбулаторії, 12 — під показове поле, 10 — інтернату, 5 десятин — ветлікарні, 30 десятин відвели під насіннєвий фонд, 15 десятин — сільбуду, 10 — під розробку матеріалів для цегляного та черепичного заводів, які належали Малаховському. Землі, що залишилися, потрібно було розподілити між окремими домогосподарствами, згідно з кількістю розверстаних одиниць у родині, усього налічувалась 5421 розверстана одиниця. Порядок роздачі землі було затверджено на зборах, вирішили роздавати її за жеребом.
Напередодні 1925 в селі — три трудові школи: № 1, 2, 3, а також школа лікнепу. На зборах катаржинських шкіл від 21.11.1925 р. слухали заяву голови батьківських зборів про болгаризацію та ухвалили: ввести викладання в перших та других групах болгарською мовою за болгарськими підручниками, а в третій групі додати викладання українською мовою. На підставі відомості щодо безпритульних дітей за 1925 р., у селі 17 сиріт від 3 до 15 років, але за відсутністю дитячих установ для дітей-сиріт, їх розмістили у хазяїв.
У 1925 році було створено болгарський Велико-Буялицький район з населенням чисельністю в 20 тисяч осіб, до складу якого входили села: Великий Буялик, Малий Буялик, Катаржино, Кубанка, Верхній та Нижній Куяльник. За версією слідчих НКВС, один з місцевих відділів «болгарської націоналістичної диверсійно-шпигунської організації» знаходився на території Катаржинської болгарської сільради. До його складу слідство записало більшість місцевих керівників болгарської національності, за допомогою слідчих болгарські комуністи «визнали» і боротьбу проти генеральної лінії ВКП(б), і багато чого іншого. Почалися масові арешти.
Період з 1918 по 1941 рр. був найважчим у житті села, тому що люди пережили переділ власності, колективізацію, голодомор, репресії. У 30-ті роки с. Катаржино було перейменовано у Сталіно.

### Друга світова війна
5 серпня директивою Ставки Верховного Головнокомандувача Південному фронту було наказано Одеси не здавати. Окремій Приморській армії — наказано відійти на перший рубіж оборони Одеси — станції Кучурган, Роздільну, Катаржино, Березівку. Перший рубіж оборони виявився нетривким. В розрив, який утворився між 9-ю армією та Окремою Приморською армією, увірвались війська 11-ї німецької армії, на Катаржино і Березівку наступало 9 дивізій 4-ї румунської армії. І вже 8 серпня лінія фронту пройшла по дузі від Біляївки на Дністровському лимані до Кагарлика, і далі через Стару Вандалинку до станції Буялик. Село Сталіно (Катаржино) вже знаходилось під контролем румунської армії, та бої за Одесу тривали до 16 жовтня 1941 року. В Сталіно знаходився шпиталь для румунських солдатів, який розміщався в школах і наметах неподалік від церкви Вознесіння. За спогадами І. Ф. Юрдіка, Ф. Атанасова, Г. В. Сербіної, померлих у шпиталі солдатів відспівували та ховали поблизу церкви. Усього налічувалось близько 100—120 поховань.
Після тривалої перерви були відновлені служби і румуни наполягали на обов'язковому відвідуванні церкви мешканцями села. Керування сільським господарством залишилось без особливих змін, тільки бригади стали називати «десятками» та в неділю не працювали. Певну кількість врожаю здавали місцевій владі, а решту розподіляли між собою. Комендатура знаходилась в приміщенні ветеринарної лікарні, а примар (мер) знаходився в будинку сільради. Найсуворішим покаранням було ув'язнення терміном на один чи два місяці в районі міста Бендери. Серед заарештованих були С. Т. Драгоєв, М. Ф. Болгаров, І. І. Варбанець та інші (за спогадами І. Ф. Юрдіка). В період окупації села було введене обов'язкове вивчення румунської мови у школах.
Група військ Третього Українського фронту під командуванням генерала Ісси Олександровича Плієва з боями 4 квітня 1944 року о 7.00 визволили село. Після визволення села у терміновому порядку всіх чоловіків призовного віку було відправлено на фронт — на передову. Для значної частини катаржинців перші бої на Дністрі в районі міста Бендери виявились останніми і місця поховання багатьох не знайдені досі.
В селі до 22 травня знаходився штаб Третього Українського фронту на чолі з генералом Р. Я. Малиновським (У зв'язку з призначенням його головнокомандувачем Другим Українським фронтом 22 травня 1944 року Р. Я. Малиновський вилетів літаком з села Сталіно (Катаржино) до штабу Другого Українського фронту, який тоді знаходився в селі Балани за 10 км далі на південь від села Ришкани). Доки Малиновський знаходився в селі, майже всіх мешканців було виселено до села Гороб'єво. Всіх, хто міг тримати в руках лопату, відправили на 20 днів копати укриття для літаків в районі хуторів Раковський та Наливайко, а також окопів в районі села Гребеники.
Секретар сільради (1944—1947 рр.) Г. П. Друмова прийняла більше 300 повідомлень про смерть солдатів з Катаржино в період з 1944 по 1945 рр. Досі немає точних даних щодо кількості загиблих та таких, що пропали безвісти. Післявоєнні роки, з 1946 по 1951, були дуже тяжкими, економічне становище в селі було неймовірно складним. У колгоспах (на той час їх було шість) не вистачало техніки та робочих рук, до праці залучали дітей, старих та жінок. Багато дітей не могли відвідувати школу, оскільки працювали в колгоспі. В багатьох сім'ях хлопчики 12-15 років були найстаршими чоловіками та виконували всю важку чоловічу роботу.

### Повоєнні часи

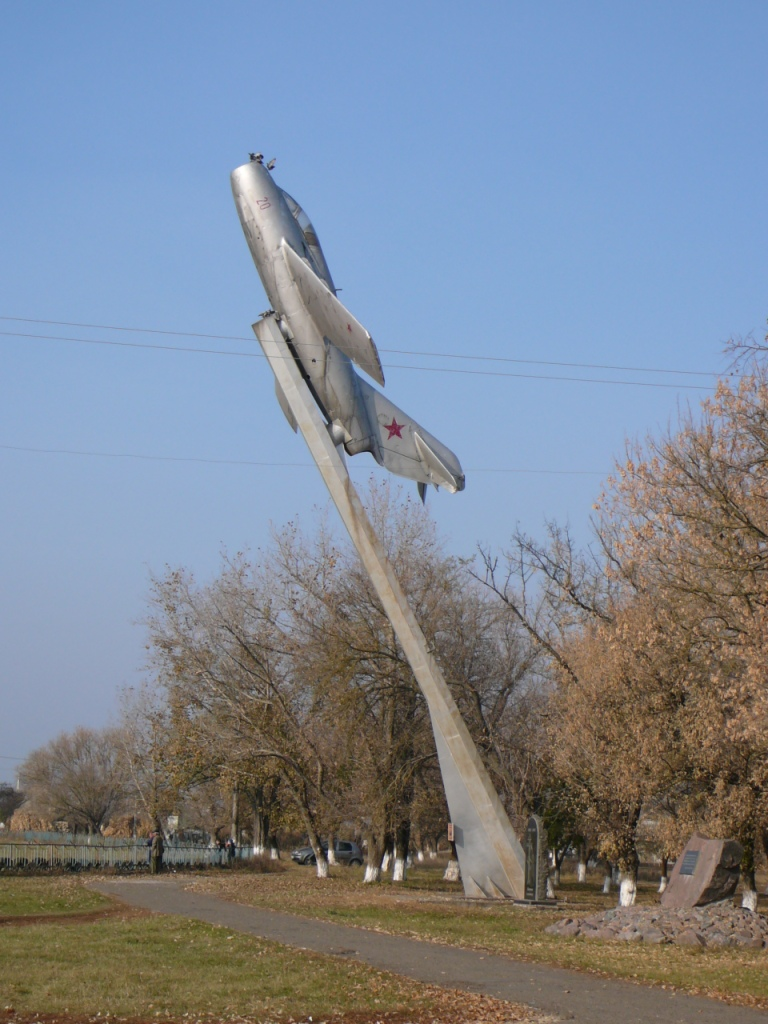
Пам'ятник 69 авіаполку біля школи

Весна-літо 1946 року були посушливими та несприятливими для врожаю, але не зважаючи на це колгосп мав плани з хлібозаготівель. Держава реквізувала все зерно й тим самим прирекла мільйони людей, включаючи мешканців Сталино, на голод та мученицьку смерть. Втім, СРСР відправив до Польщі 100 тисяч тон зерна, до Болгарії — 50 тисяч. Голод 1946—1947 рр. призводить до різкого скорочення чисельності болгарського населення, особливо в колишній Ізмаїльській області та Молдові. Кількість померлих була такою, що не встигали їх реєструвати та ховати. Тільки на одній вулиці (нині — Котовського), за спогадами І. Ф. Юрдіка, померли від голоду більше трьох осіб, у числі померлих — Антон Іванов, Михайло Гасій. За кілька колосків, підібраних на полі, Ганна Даракова та Анастасія Желязкова були засуджені на три роки. У 1947 році був врожай кукурудзи та ячменю і люди почали відгодовуватися мамалигою. Тракторів не вистачало, орали на коровах чи самі впрягались по 4-6 осіб. Нову техніку МТС отримали лише в 1948 році: це були два трактори СТЗ-НАТІ, а старих тракторів було близько 15 на половину Цебриківського району. І тільки на початку 1950-х років люди оговтались від наслідків війни та голоду.
З 1951 року село поповнилось українськими переселенцями, які були депортовані з села Поляна (1230 осіб) Нижньо-Устрицького району Дрогобицької області, а також з інших сіл. Переселяли усіх без винятку, незалежно від національності. Люди були позбавлені права вибору місця майбутнього мешкання. Усього було переселено до села Сталіно 254 родини, 1265 осіб.
Село Поляна було одним з найбільших сіл в околицях Солінського озера. Історично доведено, що вже в першій половині XV ст. тут був оборонний пост, а появу самого села відносять до 1456 р. Спочатку в селі з'явився костел, а згодом, у 1533 р. була побудована перша греко-католицька церква. Згідно з переписом населення 1767 р., у Поляні проживало 457 греко-католиків, 384 римо-католики і 47 євреїв. Селяни господарювали на 1663 моргах землі. У селі діяли дві народні школи: польська, заснована Товариством народних шкіл, і русинська (українська). У 1870 р. тут почали видобувати нафту. Більшість населення працювало на розробці 20 навколишніх нафтових свердловин. На 1921 р. в селі — 213 будинків, у яких проживає 1342 мешканці: 511 греко-католиків, 731 римо-католик, 99 юдеїв. В Поляні було переважно польське населення. У 1931 р. село налічувало 1604 мешканця, займало 2170 гектарів, з яких 1734 використовувалися під сільське господарство. У міжвоєнний період існували ансамбль скрипалів та аматорський театр, у селі налічувалось сім крамниць. Після повернення цієї території Польщі та проведення операції «Вісла», родини русинів-українців були примусово переселені до села Сталіно, а родини, які мали польські корені, виїхали до міста Лєгніца. Цю депортацію було названо «Акція-51». Терен, з якого проводилося виселення, належав до етнічних земель бойків — субетнічної групи українського народу. Прихильність до рідних місць, як один із проявів консерватизму бойків, була настільки сильною, що старші покоління сприймали виселення як катастрофу всього свого життя. Також до села Сталіно були переселені деякі мешканці сіл Хміль, Чорна, Телешниця та Сиковець. В історії села цього періоду можна виділити три ключові події: переїзд переселенців із Західної України, знесення церкви та чергове перейменування села.
Деяким переселенцям віддали порожні будинки, решту підселили до місцевих мешканців. Упродовж кількох наступних років для них побудували нові хати, стіни яких були з землі та глини. Так у селі з'явилась вулиця під назвою Нова. У 1950 р., згідно з розпорядженням Цебриківського райвиконкому, була створена комісія. Вона ухвалила рішення, що церква, яка була у зруйнованому стані, відбудові не підлягає, тому є доцільним знести її та передати будматеріали на потреби сільського та колгоспного будівництва. Але, за спогадами очевидців, церква була в доброму стані.
У 1953 р., із застосуванням техніки, колгоспники (голова колгоспу — Микола Дмитрович Степанов) почали зносити церкву, але зіткнулись із значними складнощами. За спогадами місцевих мешканців, розчин, який використовувався для побудови церкви, був таким міцним, що руйнування йшло довше, ніж було заплановано. Фундамент церкви послужив основою для побудованого в 1959 р. Будинку культури. 29.11.1961 р. село було перейменовано із Сталіно у Краснознам'янку (16.05.1964 р. до села було приєднане с. Цезарівка). За спогадами голови сільради з 1960 по 1962 рр. та з 1970 по 1972 рр. Федора Михайловича Олексіва (1935 р. н.), йому зателефонував Іван Ананійович Волков (голова Цебриківського райвиконкому) й віддав розпорядження щодо термінового, у триденний термін, перейменування села. Олексів відразу запропонував перейменувати в Катаржино. Але І. А. Волков попередив, щоб цю назву навіть і не згадували. Зібрали засідання членів сільради, на якому була ухвалена пропозиція секретаря парторганізації колгоспу ім. Сталіна Новожилова щодо перейменування села Сталіно в Ульяново. Постанову було відправлено до райвиконкому, а згодом до облвиконкому на затвердження. Але в області цю назву не прийняли й надали ще добу для прийняття іншої. Це був період збирання врожаю, тому М. Д. Степанов відмовився скликати сесію. Він сів на двоколку та об'їхав поля, де перебували в цей час близько 15 депутатів, з пропозицією назвати село Краснознам'янка. Таким чином, було складено новий протокол, який відправили на затвердження. І вже через кілька тижнів у газеті «Чорноморська комуна» було надруковано повідомлення про перейменування с. Сталіно в Краснознам'янку. Через кілька років Краснознам'янку було перейменовано в Червонознам'янку.
У 2016 році село внесено до переліку населених пунктів, які потрібно перейменувати згідно із законом «Про засудження комуністичного та націонал-соціалістичного (нацистського) тоталітарних режимів в Україні та заборону пропаганди їхньої символіки». Відтак село дістало нову назву — Знам'янка.
24 лютого 2019 року в Знам'янці (адміністративному центрі Знам'янської ОТГ) настоятель Церкви Різдва Богородиці разом з переважною більшістю присутніх прихожан оголосили про перехід до ПЦУ.

## Населення
Згідно з переписом 1989 року населення села становило 4113 осіб, з яких 1923 чоловіки та 2190 жінок.
За переписом населення 2001 року в селі мешкало 4096 осіб.

### Мова
Розподіл населення за рідною мовою за даними перепису 2001 року:
| Мова       | Відсоток |
| ---------- | -------- |
| українська | 71,67 %  |
| російська  | 17,51 %  |
| болгарська | 9,89 %   |
| румунська  | 0,53 %   |
| вірменська | 0,17 %   |
| білоруська | 0,02 %   |
| гагаузька  | 0,02 %   |

## Відомі постаті
- Арнаутов Василь Олексійович — історик освіти.
- Ганевич Іван Васильович — історик, доктор історичних наук, професор.
- Голович Пелагея Семенівна — скульпторка.
- Мавроді Іван Васильович — болгарський письменник, перекладач українською мовою болгарської літератури.
- Ткачук Володимир Володимирович (1996—2022) — матрос ВМС ЗС України, учасник російсько-української війни.